# Lúcio Ignácio Baumgaertner
Lúcio Ignácio Baumgaertner (ur. 2 września 1931 w Nova Milano, zm. 1 kwietnia 2023 w Cascavel) – brazylijski duchowny rzymskokatolicki, w latach 1995–2007 arcybiskup Cascavel.

## Życiorys
Święcenia kapłańskie przyjął 1 grudnia 1957. 2 lipca 1983 został prekonizowany biskupem Toledo. Sakrę biskupią otrzymał 12 października 1983. 27 grudnia 1995 został mianowany arcybiskupem Cascavel. 31 października 2007 przeszedł na emeryturę.